# Волков, Андрей Алексеевич (Герой Советского Союза)
Андрей Алексеевич Волков (1914—1981) — лейтенант Советской Армии, участник Великой Отечественной войны, Герой Советского Союза (1945).

## Биография
Андрей Волков родился 14 октября 1914 года в деревне Минино (ныне — Татарский район Новосибирской области) в крестьянской семье. Окончил неполную среднюю школу, затем школу автомехаников. Работал шофёром-механиком. В 1936—1938 годах Волков проходил службу в Рабоче-крестьянской Красной Армии, в звании младшего лейтенанта запаса вернулся в Татарск, работал шофёром-механиком межрайонной базы облпотребсоюза.
В июне 1941 года Волков вновь был призван на службу. Участвовал в боях под Ельней. В ходе битвы за Москву лейтенант Волков командовал отдельной разведротой 35-й механизированной бригады. Встретив своего брата Александра, который был механиком-водителем танка, добился его перевода в свой экипаж. Осенью 1942 года во время боёв под городом Белый рота Волкова уничтожила 3 вражеских танка и взяла в плен штаб батальона, за что Волков был награждён медалью «За отвагу». Во время одного из контрударов рота попала в окружение. Когда кончилось горючее, оставшиеся в живых танкисты роты в течение десяти дней шли пешком. После перехода линии фронта они были отправлены на боевую учёбу.
После переформирования Волков вернулся на фронт. Участвовал в боях под Вязьмой, где уничтожил танк, самоходную артиллерийскую установку и три батареи миномётов, за что был награждён орденом Отечественной войны 1-й степени. В этих боях был ранен. В 1943 году Волков вступил в ВКП(б). К июню 1944 года лейтенант Андрей Волков командовал танковым эскадроном 104-го танкового полка 5-й гвардейской кавалерийской дивизии. Отличился во время освобождения Белорусской ССР.
Рота Волкова в составе своего полка принимала активное участие в освобождения Орши, Лиды, Гродно, уничтожив большое количество боевой техники противника и несколько сотен вражеских солдат и офицеров. Так, 28 июня 1944 года в районе села Гута Минской области танк Волкова был подожжён, но командиру удалось погасить пожар и продолжить бой, уничтожив 2 противотанковых орудия, 2 тягача, 1 миномёт, около 30 вражеских солдат и офицеров. 30 июня у села Ляховка четыре танка во главе с Волковым атаковали немецкую колонну, уничтожив несколько десятков автомашин и несколько сотен солдат и офицеров противника. 6 июля в ходе боя за населённый пункт Лоск рота Волкова атаковала противника с фланга и тыл. Командир роты лично уничтожил 8 пулемётов, 1 артиллерийское орудие, около 60 вражеских солдат и офицеров. 4 ноября 1944 года, уже в Восточной Пруссии, Волков получил тяжёлое ранение и в бессознательном состоянии был доставлен в госпиталь в Сувалках.
Указом Президиума Верховного Совета СССР от 24 марта 1945 года за «образцовое выполнение боевых заданий командования на фронте борьбы с немецкими захватчиками и проявленные при этом мужество и героизм» лейтенант Андрей Волков был удостоен высокого звания Героя Советского Союза с вручением ордена Ленина и медали «Золотая Звезда» за номером 7278.
В 1946 году Волков был выписан из госпиталя и уволен в запас. Вернулся на родину, окончил Новосибирскую облпартшколу. В течение 5 лет был заместителем председателя Мошковского райисполкома, затем находился на различных советских должностях. Проживал сначала в городе Карасук Новосибирской области, затем в Новосибирске. Умер 17 февраля 1981 года, похоронен на Заельцовском кладбище Новосибирска.
Был также награждён орденом Красного Знамени и рядом медалей.